# Jayne Torvill
Jayne Torvill (7 de octubre de 1957 en Nottingham, Gran Bretaña) es una patinadora británica, campeona olímpica de
danza sobre hielo en 1984, y varias veces campeona del mundo, de Europa y del Reino Unido formando equipo con Christopher Dean. Su programa «Bolero de Ravel», con el que ganaron la medalla de oro en los
Juegos olímpicos de Sarajevo
(1984), es considerado una de las mejores actuaciones de la historia
del patinaje artístico. Reside en Gran Bretaña.

## Carrera amateur
Jayne Torvill nació en Nottingham, Gran Bretaña. Empezó a patinar a los ocho años, tras una excursión escolar a una pista de hielo. Al principio, competía en patinaje de parejas y llegó a conseguir el título nacional en esta modalidad en el año 1971 con Michael Hutchison. En 1975, se inició en la disciplina de danza sobre hielo con Christopher Dean, con quien consiguió su primer título nacional en 1978.
En el Campeonato Mundial de 1978, Torvill y Dean conocieron a Betty Calloway, que reemplazó a Janet Sayers como la entrenadora de la pareja. Bajo la dirección de Calloway, y con Dean como coreógrafo, pasaron de la undécima posición en su primer campeonato mundial a la octava en 1979 y la cuarta en 1980, año en el que también participaron en los Juegos Olímpicos de Lake Placid, donde alcanzaron el quinto puesto. En 1981, ganaron tanto el Campeonato Europeo y el Mundial y en 1982 defendieron con éxito ambos títulos.
En 1983 no pudieron participar en el Campeonato Europeo a causa de una lesión, pero ganaron de nuevo el Campeonato Mundial. En 1984 fueron de nuevo campeones de Europa y consiguieron el título olímpico en los Juegos de Sarajevo con una coreografía de Bolero de Maurice Ravel que recibió por parte de todos los jueces una nota de presentación de 6,0, la máxima puntuación en el sistema vigente en aquel entonces.
Después de ganar también el Campeonato Mundial de 1984, empezaron una carrera como patinadores profesionales, aunque volvieron a la competición amateur en 1994, para tomar parte en los Juegos Olímpicos de Lillehammer, donde consiguieron la medalla de bronce. Tras estos Juegos, retomaron su carrera profesional.

## Carrera profesional
Tras la victoria en Sarajevo, Torvill y Dean iniciaron una lucratica carrera profesional, realizando giras mundiales con su propia compañía de patinaje artístico y participando en campeonatos profesionales. En 1986 filmaron un documental de televisión, Fire and Ice —'Fuego y hielo'— y en 1987 actuaron con la compañía estadounidense de espectáculos de patinaje sobre hielo Ice Capades.
En 1993 interrumpieron sus actividades profesionales para poder competir en los Juegos Olímpicos de Lillehammer de 1994, pero abandonaron la competición amateur de manera definitiva al final de la temporada. En 1998 decidieron dejar de patinar en giras y espectáculos profesionales, aunque continuaron colaborando en varios proyectos relacionados con el deporte, como el programa de televisión Dancing on Ice —'Bailando sobre hielo'— y en la preparación y coreografía de programas para los patinadores de danza sobre hielo franceses Marina Anissina y Gwendal Peizerat y los lituanos Margarita Drobiazko y Povilas Vanagas. Han vuelto a patinar juntos en algunas ocasiones en Dancing on Ice y en galas especiales.

## Actividades extradeportivas
Jayne Torvill trabajaba como empleada de una empresa de seguros hasta 1980, cuando ella y Dean consiguieron recibir apoyo financiero de la ciudad de Nottingham para dedicarse al entrenamiento y la competición deportiva a tiempo completo.
En septiembre de 1990, se casó con Phil Christensen, un ingeniero de sonido estadounidense. El matrimonio tiene dos hijos, Kieran y Jessica.
Desde 2006, junto con Christopher Dean, ha aparecido en el programa de televisión australiano Dancing on Ice, donde entrenan a diez famosos que, al final de la temporada ejecutan una versión de la danza sobre hielo «Bolero». También ha participado en actividades caritativas.

## Reconocimientos y honores
En 1981, la reina Isabel II nombró a Jayne Torvill y Christopher Dean miembros de la Orden del Imperio Británico (MBE) tras sus sendas victorias en los campeonatos europeo y mundial de danza sobre hielo. En 2000, Carlos de Gales les concedió la distinción adicional de oficiales de la Orden del Imperio Británico (OBE). En 1989, entraron a formar parte del Salón Mundial de la Fama de Patinaje.